# سام بويل
سام بويل (بالإنجليزية: Sam Boyle)‏ هو لاعب كرة قدم أمريكية أمريكي، ولد في 28 نوفمبر 1876 في ممفيس في الولايات المتحدة، وتوفي في 30 أكتوبر 1923 بسبب سل.